# Félix Revello de Toro
Félix Revello de Toro (Málaga, 10 de junio de 1926) es un pintor español.
Su primera exposición tendría lugar en 1938, cuando contaba con 10 años. A los 16 recibe su primer encargo profesional para una hermandad local. Al año siguiente recibe una beca para estudiar en Madrid durante cinco años en la Real Academia de San Fernando. Después obtiene otra beca que le permitió permanecer en Roma en 1951. A partir de 1953 empieza a reconocerse su obra. 
Fue profesor de Bellas Artes en Barcelona, en la Escuela de la Lonja, y es miembro de honor de la Real Academia de Bellas Artes de San Telmo desde 1987.
El 27 de noviembre de 2010 se abre un museo dedicado a su persona llamado Museo Revello de Toro en el centro de Málaga, con 117 obras cedidas por el pintor.